# Пегельман, Сильвия Гансовна
Сильвия Гансовна Пегельман (1917—2002) — советский зоолог, доктор биологических наук, дочь деятеля компартии Эстонии Ганса Густавовича Пегельмана.
Научные интересы Сильвии Гансовны всегда отличались разнообразием тем, были взаимосвязаны и направлены на решение фундаментальных и прикладных проблем в сельскохозяйственной зоологии. Главным образом, это многолетняя экспериментальная работа в области экологической физиологии. Изучались морфо-физиологические изменения теплокровных животных в раннем постнатальном онтогенезе под влиянием различных факторов внешней среды и в зависимости от характера питания. Результаты этих исследований имеют большое значение в понимании эволюционных процессов формирования новых популяций.
Много времени и творческих сил Сильвия Гансовна посвятила изучению различных аспектов поведения животных, главным образом, мышевидных грызунов (межвидовые и внутривидовые отношения, забота о потомстве). В 70-х — 80-х годах прошлого века отмечается общий интерес к этим исследованиям. Несмотря на их высокую популярность, у Сильвии Гансовны это связано с постоянными наблюдениями и общением с животными, глубокими знаниями обо всех изучаемых объектах и, по мнению её учеников, с призванием и любовью ко всем животным, даже к лабораторным мышам.
В постоянной экспериментальной работе Сильвия Гансовна всегда находила время и уделяла особое внимание вопросам защиты растений от вредных грызунов. Многочисленные опыты были направлены на усовершенствование и повышение эффективности методов борьбы с грызунами, как химического, так и биологического.
Основной период в творческой жизни Сильвии Гансовны был связан с преподавательской деятельностью в Ленинградском сельскохозяйственном институте (в н/в Санкт-Петербургский государственный аграрный университет). Более 25 лет она заведовала кафедрой зоологии, где продолжала активно заниматься экспериментальной работой, привлекая к ней студентов и аспирантов. Для многих из них Сильвия Гансовна стала примером бескорыстного служения и преданности науке, интеллигентности и глубокой порядочности. Благодаря незаурядному педагогическому таланту, она передала молодым исследователям своё особое (ответственное) отношение к научной работе, любовь к животным и постоянную заботу о них. Многие из учеников Сильвии Гансовны также посвятили свою жизнь науке.

## Биография
Родилась 20 февраля 1917 года в г. Нью-Йорк, Соединённые Штаты Америки.
- 1928—1935 — училась в 41-й Единой трудовой школе г. Ленинграда (б. Петришуле),
- 1935—1941 — студентка Ленинградский государственный университет, г. Ленинград,
- 1943—1945 — студентка, Тимирязевская сельскохозяйственная академия, г. Москва,
- 1947—1950 — аспирантка ВИЗР, г. Ленинград,
- 1950—1954 — младший научный сотрудник ВИЗР, г. Ленинград,
- 1954—1958 — ассистент ЛСХИ, г. Ленинград,
- 1959—1966 — старший научный сотрудник Института экспериментальной биологии АН Эстонской ССР, г. Таллин,
- 1966—1990 — заведующая кафедрой зоологии ЛСХИ, г. Ленинград,
- 1951 — кандидат сельскохозяйственных наук; тема диссертации: «Экспериментальное изучение восприимчивости серых полевок к заражению культурами мышеубивающих бактерий»,
- 1962 — решением Президиума Академии наук Эстонской ССР присвоено учёное звание «старший научный сотрудник» по специальности «Физиология животных»,
- 1968 — доктор биологических наук; тема диссертации: «Ранние морфофункциональные изменения в постнатальном онтогенезе млекопитающих и птиц»
- 1970 — решением ВАК утверждена в учёном звании профессора ЛСХИ по специальности «зоология»

Умерла 9 декабря 2002 года в Санкт-Петербурге.
Среди её учеников — кандидаты биологических наук: Левин В. Г., Лысов Е. С., Милютин А. И., Шевченко О. Г.

## Основные труды
- Бондаренко Н. В., Пегельман С. Г., Таттар А. В. Практикум по вредным нематодам, клещам, грызунам. Л.: Колос. 1980. 208 с.
- Бондаренко Н. В., Гуськова Л. А., Пегельман С. Г. (Под ред. Н. В. Бондаренко). Вредные нематоды, клещи, грызуны. М.: Колос. 1993. 271 с.
- Пегельман С. Г. (ред.). Исследования по физиологии животных (Сб. статей). Таллин. АН Эстонской ССР. Ин-т экспериментальной биологии. 1964. 141 с.
- Пегельман С. Г. Ранние морфо-функциональные изменения в постнатальном онтогенезе животных. Таллин. Изд-во «Валгус». 1966. 230 с.
- Пегельман С. Г. (ред.). Защита растений от вредителей и болезней (Сб. статей). Л.-Пушкин: ЛСХИ. 1970.
- Пегельман С. Г. Применение метода морфо-физиологических индикаторов для изучения реактивности серых полевок к культурам бактерий № 5170 // Записки ЛСХИ. 1971. Т. 156. с. 116—124.
- Пегельман С. Г., Таттар А. В. Руководство к практическим занятиям по вредным грызунам (Учебное пособие). Л.-Пушкин: ЛСХИ. 1974. 34 с.
- Пегельман С. Г. Забота о потомстве в сообществах мышевидных грызунов // Поведение млекопитающих / Отв. ред. В. Е. Соколов. — М.: Наука, 1977. — С. 70—83. — 292 с. — (Вопросы териологии). — 3950 экз.
- Пегельман С. Г. Современные методы борьбы с грызунами: Лекции для студентов факультета защиты растений и слушателей факультета повышения квалификации. Л.-Пушкин: ЛСХИ. 1977. 24 с.
- Пегельман С. Г., Дмитриева Е. Ф., Шапиро Я. С. Вредные слизни и борьба с ними: Лекции для студентов факультета защиты растений и слушателей факультета повышения квалификации. Л.-Пушкин: ЛСХИ. 1980. 17 с.
- Пегельман С. Г. Серые полёвки, их распространение, вредоносность и меры борьбы с ними: Лекция. Л.-Пушкин: ЛСХИ. 1983. 24 с.